# Boží muka (Modřany)
Boží muka v Modřanech v Praze se nacházejí na soukromé zahradě domu v ulici U pily na parc. č. 1816. Jsou chráněna jako nemovitá kulturní památka České republiky.

## Historie
Boží muka jsou připomínkou vojáků padlých v boji o pontonový most při obléhání Prahy Prusy dne 3. května 1757, kteří zde byli pochováni.

## Popis
Drobná zděná stavba je čtyřboká, trojstupňová. Její spodní stupeň má tvar komolého jehlanu, horní stupně jsou hranolovité, oddělené cihlovými římsami. V dolní čáti na čelní straně je cihlami lemovaný hrotitý výklenek, obdélné výklenky jsou v horní části po všech stranách. Střecha je jehlancová, zděná, zakončena kovaným dvouramenným křížkem. Nad dolní výklenek byla umístěna pamětní deska s textem z kroniky o pohřbení padlých vojáků v roce 1757.
```
„Památka na oběti obléhání Prahy Prusy. Dne 3.května 1757 zmocnili se Prusové, Prahu obléhající, pontonového mostu přes Vltavu u Modřan od našich vystavěného, vzavše z něho 16 pontonů. Při šarvátce tuto vzniklé padlo mnoho životů lidských za oběť. Pobití a utopení vojínové pohřbeni jsou u Modřan tam, kde za vsí, na cestě k Libuši postaveny jsou Boží muka. Kronika obce Modřany 1895“.
[
2
]
```

## Galerie

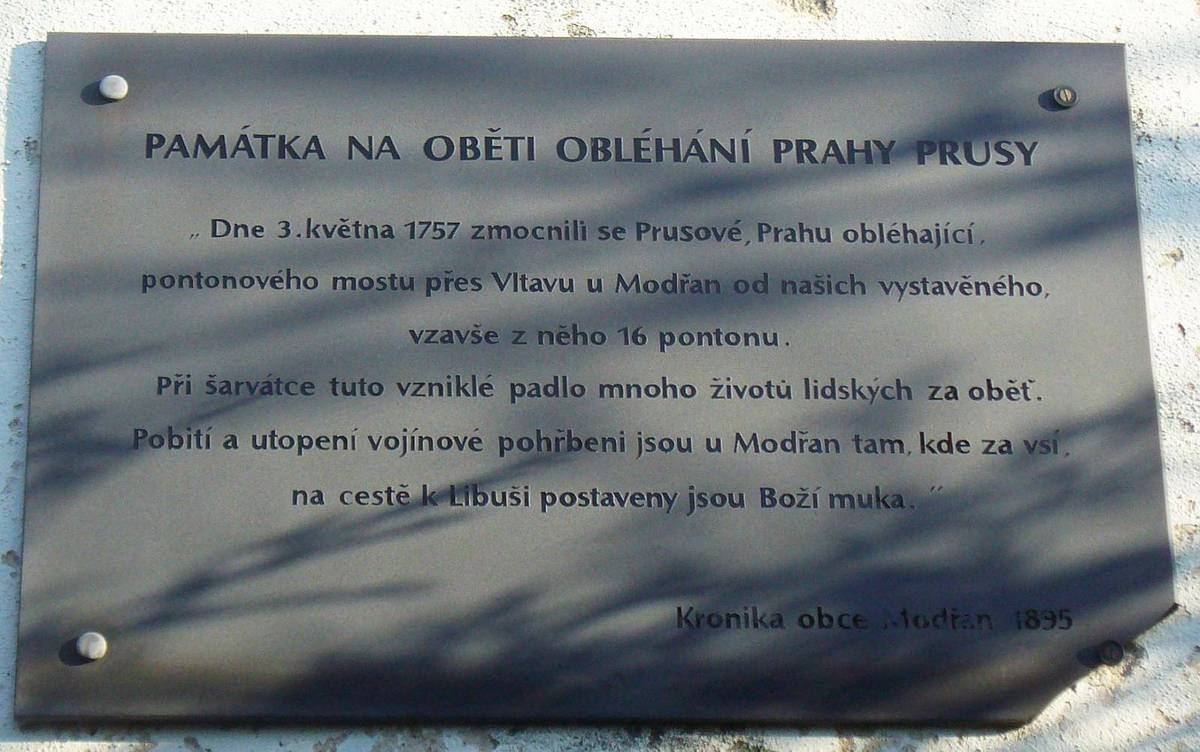
pamětní deska